# Očetje in sinovi
Očetje in sinovi (rusko Отцы и дети) je realistični roman ruskega pisatelja  Ivana Sergejeviča Turgenjeva iz leta 1862. Roman govori o nihilističnem nazoru mladega ruskega človeka, ki se na zunaj spopada z zaostalo miselnostjo takratne carske Rusije, navznoter pa svoje nazore poskuša uskladiti z ljubezenskim odnosom do sočloveka, kar pa je že vnaprej obsojeno na neuspeh. V slovenščino ga je v letih 1887–88 prvi prevedel Fran Gestrin, ko je roman izhajal v podlistkih Slovenskega naroda. Roman je imel velik vpliv pri razvoju slovenskega in evropskega realizma. 
Arkadij Kirsanov po zagovoru diplome na petrograjski univerzi skupaj s prijateljem Bazarovom, študentom medicine in nihilistom, obišče svojega ljubečega očeta Nikolaja, ki z bratom Pavlom Petrovičem živi na svojem velikem posestvu v oddaljeni in nepoimenovani ruski guberniji. Med Arkadijem in Bazorovom prevladuje odnos učenec – učitelj, saj je Arkadij pod močnim vplivom prijateljevega nihilističnega nazora, s katerim slednji zavrača vse avtoritete, načela in vrednote tedanje družbe in države, ukvarja pa se z znanostjo, kritiko in njuno družbeno koristnostjo. Ker Bazarov kot vrednoto prepoznava le znanstveno preverljiva dejstva, posmehuje pa se npr. spoštovanju starejših in oliki za mizo, še posebej pa umetnosti in čustvom, hitro pade v spor z Arkadijevim stricem Pavlom Petrovičem, ki kljub življenju v zakotnem provincialnem okolju ohranja podobo snobovskega in gentlemanskega aristokrata. Arkadijev vdoveli oče Nikolaj se je v času sinovega študija zaljubil v mlado, lepo in preprosto služkinjo Feničko, ki mu rodi otroka. Nikolaj ju pred Arkadijem sprva sramežljivo skriva, a ju nato le predstavi navdušenemu in razneženemu sinu. Ko ozdravi bolnega Feničkinega dojenčka, domači vzpostavijo zaupanje do navidez malomarnega in tečnega Bazarova.
Bazarov in Arkadij se z dolgočasnega in slabo stoječega posestva odpravita po opravkih v bližnje mesto, kjer se na plesu mestne smetane seznanita z lepo kneginjo Odincevo, ki je pred kratkim ovdovela. Po obisku na domu ekscentrične feministke Kukšine se odzoveta tudi vabilu Odinceve in jo obiščeta na njenem posestvu. Na željo osamljene in razgledane kneginje nekaj tednov ostaneta pri njej in se vanjo zaljubita, kar pripomore k ohladitvi njunega prijateljstva. Zaljubljeni Bazarov se otepa močnega čustva, ki prihaja navzkriž z njegovim razumarskim nazorom, a nato ljubezen Odincevi le prizna, ta pa se na njegovo priznanje ne odzove, čeprav je vanj tudi sama zaljubljena.
Po kratkem obisku na domu Bazarovih staršev se prijatelja vrneta na posestvo Arkadijevega očeta, kjer Bazarov nadaljuje s svojimi znanstvenimi poskusi. Bazarov, razočaran zaradi nedavne zavrnitve, naivno Feničko zapelje v poljub, kar pa opazi Pavel Petrovič, ki pa se mu prvič po mladostnem razočaranju, ko mu je srce strla neka plemkinja, ljubezensko čustvo zbudi ob bratovi bodoči nevesti. Prizadeti Pavel Petrovič, sklicujoč se na ubranitev bratove časti, Bazarova pozove na skrivni strelski dvoboj, v katerem ga slednji rani v nogo. Bazarov ga nato obveže in se brez slovesa od prijatelja Arkadija, ki malo pred tem ponovno odide na posestvo Odinceve, kjer se sedaj zaljubi v njeno mlajšo sestro Katjo, čustveno razrvan odseli nazaj k svojim staršem. Kmalu po tem, ko prevzame delo zdravnika na očetovem posestvu, zaradi neustrezne zaščite pri obduciranju trupla zboli za tifusom. Na smrtni postelji k sebi pokliče Odincevo, kateri še enkrat izpove ljubezen.
Po Bazarovi smrti se Nikolaj poroči s Feničko, Arkadij ostane na očetovem posestvu in omoži Katjo, Odinceva pa se iz gole koristi poroči z nekim bogatim aristokratom. Pavel Petrovič se v želji, da bo njegovemu svetovljanskemu načinu življenja zadoščeno, odseli v Draždane.
Štefan Barbarič: Turgenjev in slovenski realizem. Ljubljana: Slovenska matica, 1983.